# Пул (Англия)
Пул (англ. Poole, слушатьо файле) — город на английском побережье Ла-Манша, с которым соседствует один из крупнейших английских курортов — Борнмут. Пул занимает северный берег полузамкнутого залива Пул (англ.), в котором расположен заповедный остров Браунси. Известен как мекка для яхтсменов.
В административном отношении Пул рассматривается как унитарная единица в составе церемониального графства Дорсет, регион Юго-Западная Англия. Унитарная единица образована 1 апреля 1997 из района Пул неметропольного графства Дорсет.

## Общие данные

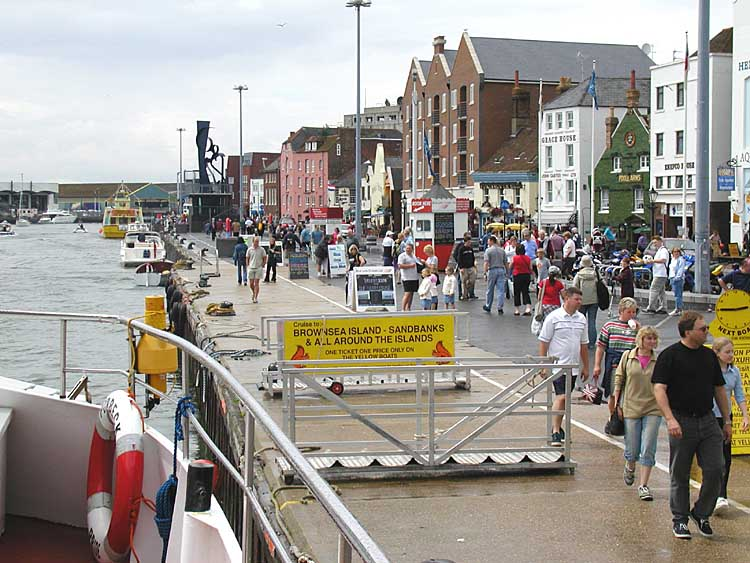
В гавани города Пула

Пул на карте графства Дорсет

Унитарная единица Пул занимает территорию 65 км², омывается на юге проливом Ла-Манш, граничит на западе и севере с неметропольным графством Дорсет, на востоке с унитарной единицей Борнмут.
На территории унитарной единицы Пул проживает 138 288 человек, при средней плотности населения 2 131 чел./км² (2001 год).
Пул управляется советом унитарной единицы, состоящим из 42 депутатов, избранных в 16 округах. В результате последних выборов 21 место в совете занимают консерваторы.

## История
Древнейшие поселения человека на месте города датированы железным веком. Первые письменные упоминания Пула относятся к двенадцатому веку, когда город был преуспевающим портом, занимавшимся торговлей шерстью. К восемнадцатому столетию стал одним из самых загруженных портов Британии, через который в Европу ввозилась рыба с Ньюфаундленда. Во время Второй мировой войны город стал важнейшей отправной точкой для десанта союзных войск в Операции «Нептун», начальной фазы Нормандской операции.

## Современность
Торговый порт Пула активно используется для перевозки пассажиров и грузов через Ла-Манш. В городе находятся штаб-квартиры: Королевского национального общества по спасанию на водах (англ. Royal National Lifeboat Institution (RNLI)) , Sunseeker — производителя яхт люкс-класса, Merlin Entertainments — крупнейшего оператора парков развлечений и аттракционов. В городской гавани размещена 1-я штурмовая группа морской пехоты, подразделения Королевской морской пехоты Великобритании.
Несмотря на названия, именно в Пуле базируются основные подразделения Борнмутского университета и Борнмутский симфонический оркестр.

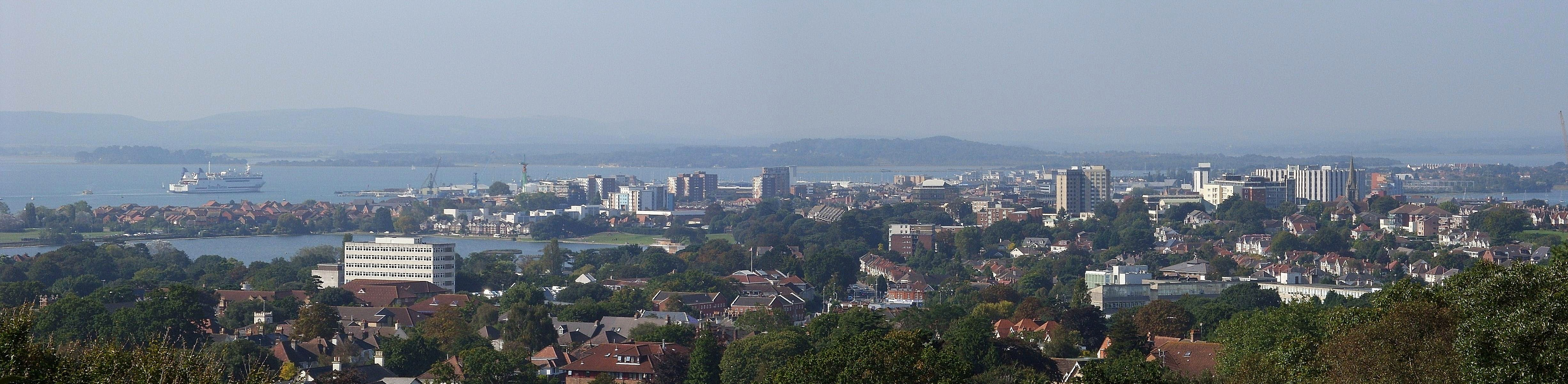
Панорама центра города